# Publier
Publier ist eine französische Gemeinde im Département Haute-Savoie in der Region Auvergne-Rhône-Alpes.

## Geographie
Publier liegt auf 499 m, fünf Kilometer ostnordöstlich der Stadt Thonon-les-Bains (Luftlinie). Das Dorf erstreckt sich im Chablais, an aussichtsreicher Lage östlich des Tals der Dranse, rund 120 m über dem Seespiegel des Genfersees.
Die Fläche des 9,70 km² großen Gemeindegebiets umfasst einen Abschnitt am Südufer des Genfersees; die Seeuferlinie beträgt ungefähr 4,5 km. Der westliche Gemeindeteil liegt auf dem großen, flachen Schwemmkegel, den die Dranse an ihrer Mündung in den See aufgeschüttet hat. Hier befindet sich das Naturschutzgebiet des Dransedeltas. Die Grenze verläuft dabei nicht entlang der Dranse, sondern liegt westlich der Flussmündung im Bereich des Port Ripaille. Im Süden und Osten erstreckt sich der Gemeindeboden über den relativ sanft aber kontinuierlich ansteigenden Hang von Publier bis auf das anschließende Hochplateau. Mit 725 m wird nördlich von Larringes die höchste Erhebung von Publier erreicht.

### Gemeindegliederung
Zu Publier gehören neben dem eigentlichen Dorfzentrum verschiedene weitere Dörfer und Weilersiedlungen:
- Amphion-les-Bains (390 m) am Hangfuß unterhalb von Publier
- Le Vuarché (385 m) auf dem Schwemmkegel der Dranse
- Petit-Bissinges (476 m) am Hang östlich von Publier
- Gros-Bissinges (465 m) auf einer Geländeterrasse östlich von Publier
- Avulligoz (553 m) am Hang oberhalb von Publier
- Méserier (530 m) am Hang östlich von Publier

Nachbargemeinden von Publier sind Évian-les-Bains im Osten, Larringes, Champanges und Marin im Süden sowie Thonon-les-Bains im Westen.

## Geschichte
Publier wird im 15. Jahrhundert erstmals erwähnt. Wesentlich bekannter war zu Napoleons Zeiten und im späteren 19. Jahrhundert der Thermalbadeort Amphion-les-Bains.

## Sehenswürdigkeiten
Die Dorfkirche von Publier stammt aus dem 19. Jahrhundert. In Amphion steht die Kapelle Notre-Dame de la Rencontre. Auf dem Gebiet befinden sich die Herrensitze Château de Blonay mit einer eigenen Kapelle, Château des Tilleuls und Château du Pré Fleuri. Der alte Dorfkern von Amphion-les-Bains zeichnet sich durch ein sehenswertes mittelalterliches Ortsbild aus.

## Bevölkerung
Mit 7793 Einwohnern (Stand 1. Januar 2022) gehört Publier zu den mittelgroßen Gemeinden des Département Haute-Savoie. In den letzten Jahrzehnten wurde ein kontinuierliches starkes Wachstum der Einwohnerzahl verzeichnet. Außerhalb des alten Dorfkerns und auf dem Delta der Dranse entstanden dank der attraktiven Wohnlage größere Einfamilienhausquartiere.
| Jahr      | 1962 | 1968 | 1975 | 1982 | 1990 | 1999 | 2006 | 2016 |
| --------- | ---- | ---- | ---- | ---- | ---- | ---- | ---- | ---- |
| Einwohner | 1871 | 2390 | 2755 | 3701 | 4312 | 4954 | 5889 | 7072 |

## Wirtschaft und Infrastruktur
Besonders der am Hang gelegene Teil von Publier war bis weit ins 20. Jahrhundert hinein ein vorwiegend durch die Landwirtschaft geprägtes Gebiet. Publier liegt in der Weinbauregion Savoie. Weißweine aus der Rebsorte Altesse (lokal Roussette genannt) dürfen unter der geschützten Herkunftsbezeichnung Roussette de Savoie vermarktet werden. Für Weißweine anderer Rebsorten sowie Rotweine gilt die AOC Vin de Savoie.
Heute gibt es verschiedene Betriebe des lokalen Kleingewerbes sowie zahlreiche Bau- und Handelsfirmen. Entlang der Hauptstraße in der Ebene von Amphion entwickelten sich auch größere Gewerbe- und Industriegebiete. Viele Erwerbstätige sind Wegpendler, die in den größeren Ortschaften der Umgebung, vor allem in Thonon-les-Bains, ihrer Arbeit nachgehen.
Das Seeufer bei Amphion-les-Bains mit den Strandanlagen dient im Sommerhalbjahr als beliebtes Ausflugsziel. Die Ortschaft liegt abseits der größeren Durchgangsstraßen, ist aber sowohl von Thonon-les-Bains als auch von Évian-les-Bains leicht erreichbar. Entlang dem Hangfuß führt die Hauptstraße von Genf via Thonon-les-Bains nach Saint-Gingolph. Weitere Straßenverbindungen bestehen mit Marin und Saint-Paul-en-Chablais. In Amphion-les-Bains befand sich ferner ein Bahnhof an der Strecke Thonon-les-Bains–Saint-Gingolph.